# Angebot (Betriebswirtschaftslehre)
Mit dem Angebot (oder einer Offerte) reagiert ein Anbieter auf die Anfrage eines potentiellen Kunden und legt die Bedingungen fest, unter denen er bereit ist, Produkte zu liefern oder Dienstleistungen zu erbringen.

## Allgemeines
Während sich das rechtliche Angebot („Antrag“ im Rechtssinne) mit Rechtsfragen befasst, setzt sich das kaufmännische Angebot mit wirtschaftlichen Aspekten auseinander. Das kaufmännische Angebot gehört entweder zu der betrieblichen Funktion des Vertriebs oder der Beschaffung. Beim Vertrieb sorgen eigene Angebote an Kunden für deren Bestellung von Produkten oder Dienstleistungen, bei der Beschaffung sind fremde Angebote der Lieferanten die Grundlage für den Einkauf. Entsprechend ist die Angebotsbearbeitung im Rahmen der Ablauforganisation eine Aufgabe des Kundenmanagements bzw. der Einkaufsabteilung.

## Angebotsbearbeitung
Individuelle Angebote gibt es im Vertrieb insbesondere in Einzelfertigung hergestellten Produkten außerhalb der Massenproduktion. Bei der Massenproduktion kommt es vor allem dann zu individuellen Angeboten, wenn Großabnehmer oder Stammkunden bestimmte Absatzvolumina nachfragen. Dann ist auf deren Anfrage oder Kundenauftrag zunächst eine Angebotskalkulation erforderlich. Dabei handelt es sich um eine Vorkalkulation, die eine vorausschauende Berechnung der Selbstkosten zukünftig noch herzustellender Produkte oder Dienstleistungen zum Inhalt hat. Sie dient der Ermittlung von Kaufpreisen oder Verkaufspreisen, die bei der Auftragserteilung zur bindenden Vertragsgrundlage werden. Ergebnis ist der Selbstkostenpreis oder der die Gewinnmarge enthaltende Verkaufspreis unter Berücksichtigung der Mehrwertsteuer. Der Kaufpreis ist der wichtigste Bestandteil eines Angebots. Er muss so festgelegt werden, dass einerseits der Auftrag nicht durch überhöhte Preisstellung an die Konkurrenz verloren geht und andererseits im Falle einer Auftragserteilung ein Gewinn erzielt werden kann.

## Inhalt
Das Angebot ist mit der Sorgfalt eines ordentlichen Kaufmanns zu erstellen. Da das rechtliche Angebot neben dem Bindungswillen des Anbietenden auch inhaltliche Bestimmtheit aufweisen muss, hat das kaufmännische Angebot die folgenden Mindestangaben zu enthalten:
- Datum der Ausfertigung;
- Genaue Bezeichnung und Beschreibung der Produkte oder Dienstleistungen sowie ihre Produkt- oder Dienstleistungsqualität, Berücksichtigung individueller Kundenanforderungen;
- Menge und Kaufpreis (Listenverkaufspreis) inklusive Rabatte, Skonto;
- Kosten von Verpackung, Transport und Fracht;
- Lieferzeit;
- allgemeine Vertragsbedingungen: Liefer- und Zahlungsbedingungen: Erfüllungsort, Gerichtsstand und etwaiger Eigentumsvorbehalt, Allgemeine Geschäftsbedingungen, Handelsklauseln;
- Regelungen für den Fall von Liefer- oder Annahmeverzug, Zahlungsstörungen oder mangelhafter Lieferung;
- Angebotsfrist.

Der Inhalt kann Gegenstand eines Angebotsvergleichs sein, bei dem vergleichbare Angebote mehrerer Konkurrenten miteinander verglichen werden. Das gilt insbesondere bei der Ausschreibung.
Will der Anbieter die Bindungswirkung begrenzen oder aufheben, muss er eine Freizeichnungsklausel in sein Angebot aufnehmen. Typische Freizeichnungsklauseln sind:
- unverbindlich, ohne Gewähr, ohne Obligo, freibleibend (letzteres ist ein wirksames Angebot mit Widerrufsvorbehalt);[2]
- Lieferung vorbehalten;
- Preis vorbehalten, Preis freibleibend (Preisklausel);
- solange der Vorrat reicht (Angebot unter der auflösenden Bedingung, dass die Ware vorrätig ist);

Die Rechtsprechung geht in Einzelfällen bei solchen Freizeichnungsklauseln jedoch von einem Wettbewerbsverstoß aus.

## Arten
Das Standardangebot kommt zum Einsatz, wenn keine individuellen Anpassungen an besondere Kundenwünsche oder Großabnehmer erforderlich sind.
Das Sonderangebot ist meist zeitlich befristet und auf einzelne Produkte oder Dienstleistungen beschränkt und bietet diese zu Kaufpreisen oder sonstigen Bedingungen an, die günstiger sind als beim Standardangebot.
Das Ausschreibungsangebot ist bei Ausschreibungen zu erstellen und berücksichtigt die mögliche Angebotstaktik der Mitbewerber. Wegen der Abweichung vom Standardpreis stehen Sonder- und Ausschreibungsangebote oft mit der Preisuntergrenze in Verbindung.
Ein Lockvogelangebot ist eine Werbemaßnahme für ein besonders preisgünstiges Angebot, das nicht in ausreichender Menge vorrätig ist. Der Werbeprospekt ist ein Angebot im Sinne des § 5a Abs. 3 UWG. Für ein Angebot im Sinne dieser Vorschrift genüge es dem Bundesgerichtshof (BGH) zufolge, dass der Verbraucher aufgrund der in dem Werbeprospekt erteilten Informationen eine geschäftliche Entscheidung treffen kann. Es sei danach nicht erforderlich, dass der Verbraucher bereits eine auf den Erwerb der beworbenen Produkte abgegebene Willenserklärung abgeben könne.
Beim Abwehrangebot wird ein sich anbahnendes Geschäft oder eine Anfrage nicht direkt abgelehnt, stattdessen wird ein Angebot unterbreitet, das so schlecht ist, dass es für den Kunden uninteressant wird. Dies kann auch in Form eines Gegenangebotes erfolgen, um ein Geschäft scheitern zu lassen, ohne es konkret abzusagen. Anstatt einer offenen Ablehnung des Geschäftes wird dies im Business-to-Business-Bereich mitunter als beleidigend empfunden und kann weitere Geschäftsbeziehungen nachhaltig belasten oder verhindern.

## Branchenspezifika
Im Projektgeschäft kann die Erstellung von Angeboten mehrere hunderttausend Euro kosten (inkl. Personalkosten). In der Bauwirtschaft sind Angebote meist standardisiert; hier wird das Standardleistungsbuch (STLB-Bau) benutzt, wodurch eine weitgehend streitfreie Vereinbarung über die Leistungen und die Preise ermöglicht werden soll. Dabei wird oft auch die Reputation oder die Zuverlässigkeit eines Anbieters bei früheren Geschäften beachtet. Anbieter, die allein durch günstigere Angebote anderer einen Zuschlag endgültig nicht bekommen oder aus den engeren Erwägungen genommen werden, bezeichnet man als ausgeboten. Im Bereich öffentlicher Aufträge werden Angebote im Rahmen von Ausschreibungen erstellt. Das Vergaberecht unterscheidet dabei nach mehreren Kriterien, so z. B. nach Bauleistungen bzw. anderen Leistungen sowie nach Projektgröße.
Je komplexer die Angebotserstellung, desto wichtiger ist eine geeignete Projektselektion, um die Kosten für die Angebotserstellung zu senken.
Sind die Angebotserstellungskosten jedoch gering im Vergleich zum möglichen Umsatz, spielt dies keine Rolle. Die Angebotserstellungskosten können in einfachen Fällen weniger als ein Promille des potenziellen Umsatzes betragen.
In komplexen Projekten kann die Angebotserstellung mehrere Prozent des möglichen Umsatzes kosten. Daher ist es in einigen Branchen üblich geworden, einen geeigneten Angebotsprozess zur Erstellung, das sog. interne Angebot als validierte Aufwandsschätzung einzuführen. Auftraggeber und Auftragnehmer befinden sich in einem Innenverhältnis der jeweiligen rechtlichen Einheit. Die Beteiligten erkennen jedoch die im internen Angebot abgegebenen Aussagen im Sinne eines hieraus resultierenden Geschäftsvorfalls als verbindlich an. Die Beteiligten (Vertriebsingenieur, Produktmanager, Kundenbetreuer, Sales Manager, Designer, Produktion, Beschaffung) stellen durch betriebliche Transparenz die wirtschaftliche Bearbeitung im Innenverhältnis sicher und gewährleisten eine wirtschaftliche Bearbeitung durch diesen Prozess auch beim Endkunden, da ein gemeinsames Verständnis den Projektanschub im Auftragsfall erleichtert. Im Fall einer Nichtvergabe stehen die überlegten Angebotsinhalte für die Wiederverwendung im Produkt- oder Projektgeschäft weiterhin zur Verfügung.
Die Abgabe eines Angebotes kann formlos (mündlich, telefonisch) erfolgen, verbreitet ist allerdings die Schriftform. Üblicherweise führt ein Einkäufer anhand mehrerer eingegangener Angebote einen Angebotsvergleich durch und gibt anschließend eine Bestellung ab. Wenn diese mit dem Angebot übereinstimmt, liegen zwei gleichlautende Willenserklärungen vor, durch die ein Kaufvertrag zustande gekommen ist. Angebote gibt es auch bei Dauerschuldverhältnissen wie Mietvertrag oder Leasing. Wenn die Bestellung vom Angebot abweicht, kann der Lieferant mit einer Auftragsbestätigung diese anderslautende Bestellung bestätigen. Hierdurch kommt ein Kaufvertrag zustande, an den sich die Lieferung oder Leistung und Weiterverarbeitung der bezogenen Güter im betrieblichen Leistungsprozess anschließt.